# Volkan Bozkır
Volkan Bozkır (Ankara, 22 novembre 1950) è un politico e diplomatico turco.

## Biografia
Fu presidente dell'Assemblea generale delle Nazioni Unite dal 2020 al 2021.